# Batalla de Bohorodichne y Krasnopillia
La batalla de Bohorodichne y Krasnopillia son una acción militar en y alrededor de las aldeas de Bohorodichne y Krasnopillia, 20 kilómetros al norte de la ciudad de Sláviansk, entre las Fuerzas Armadas de Ucrania y las Fuerzas Armadas de Rusia durante la batalla del Dombás como parte de la ofensiva de Ucrania oriental.

## Fondo
Las fuerzas rusas capturaron Izium, una intersección ferroviaria estratégica de la ciudad en el este del Óblast de Járkov. Al día siguiente, en una entrevista para Ukrinform, el vicealcalde de Izium, Volodímir Matsokin, afirmó que el 80 % de los edificios residenciales de la ciudad habían sido destruidos y que no había electricidad, calefacción ni agua en la ciudad debido a la reciente batalla. Días después, durante la batalla de Dombás, hacia la que tanto Rusia como Ucrania dirigieron sus recursos, Kreminna se convirtió en la primera ciudad en caer ante los rusos y los separatistas el 18 de abril. El gobernador del óblast de Luhansk, Serhiy Haidai, informó que 200 civiles murieron, aunque el número de víctimas podría ser mucho mayor que el informado. Funcionarios ucranianos informaron el 25 de abril que las fuerzas rusas murieron en una explosión de gas en el ayuntamiento de Kreminna ocupado por Rusia. El 27 de mayo y el 8 de junio respectivamente, las últimas ciudades controladas por Ucrania al norte del río Donets, Lyman y Sviatohirsk, cayeron ante las fuerzas rusas y separatistas. Después de hacerse con el control de estas ciudades, el campo de batalla se trasladó a los bosques y pueblos entre Izium y Sloviansk, que incluye los pueblos de Dovhenke, Bohorodychne y Krasnopillya.

## Batallas

### Ofensivas iniciales hacia Bohorodichne y Krasnopillia
La primera ofensiva hacia Krasnopillia comenzó el 7 de junio, cuando las fuerzas combinadas de la Federación de Rusia y la República Popular de Lugansk lanzaron una ofensiva a través de los bosques al sur de Izium, Sviatogorsk, Sinichine y Studenok hacia la ciudad de Sláviansk, pero fueron detenidas en Bohorodichne y Krasnopillia. El 17 de junio, las fuerzas rusas y prorrusas relanzaron la ofensiva, esta vez intentando un avance más serio cerca de las ciudades, aunque esto fue rechazado por una contraofensiva ucraniana. El 24 de junio, la artillería rusa atacó la infraestructura civil cerca de Bohorodichne, Krasnopillia y las aldeas circundantes. Las fuerzas rusas y de la RP de Lugansk intentaron otro avance seis días después, el 30 de junio, pero no tuvieron éxito.

### Intentos de avance de Sláviansk y Kramatorsk

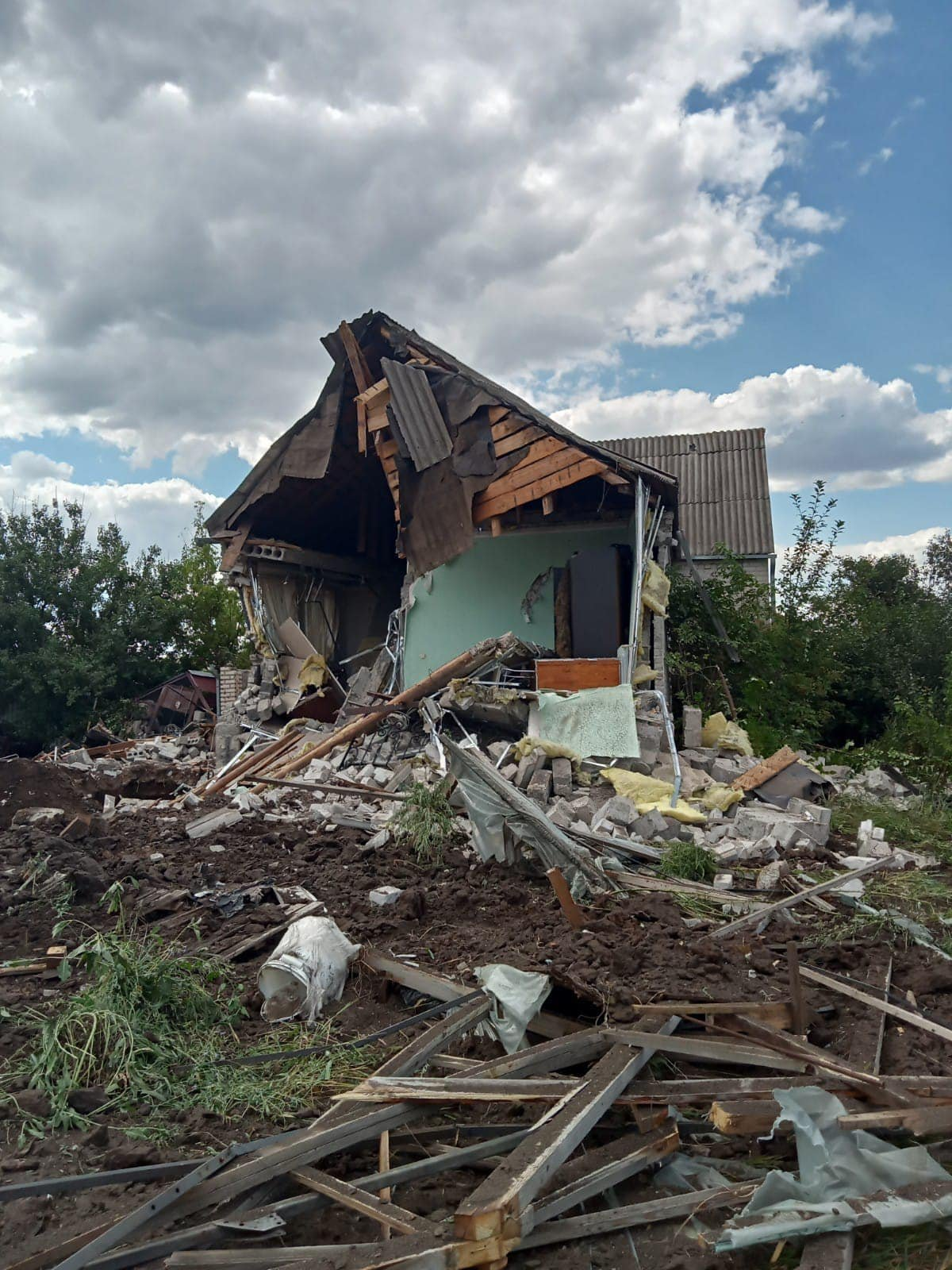
Bombardeo ruso a villas en las afueras de Sláviansk, 19 de julio de 2022.

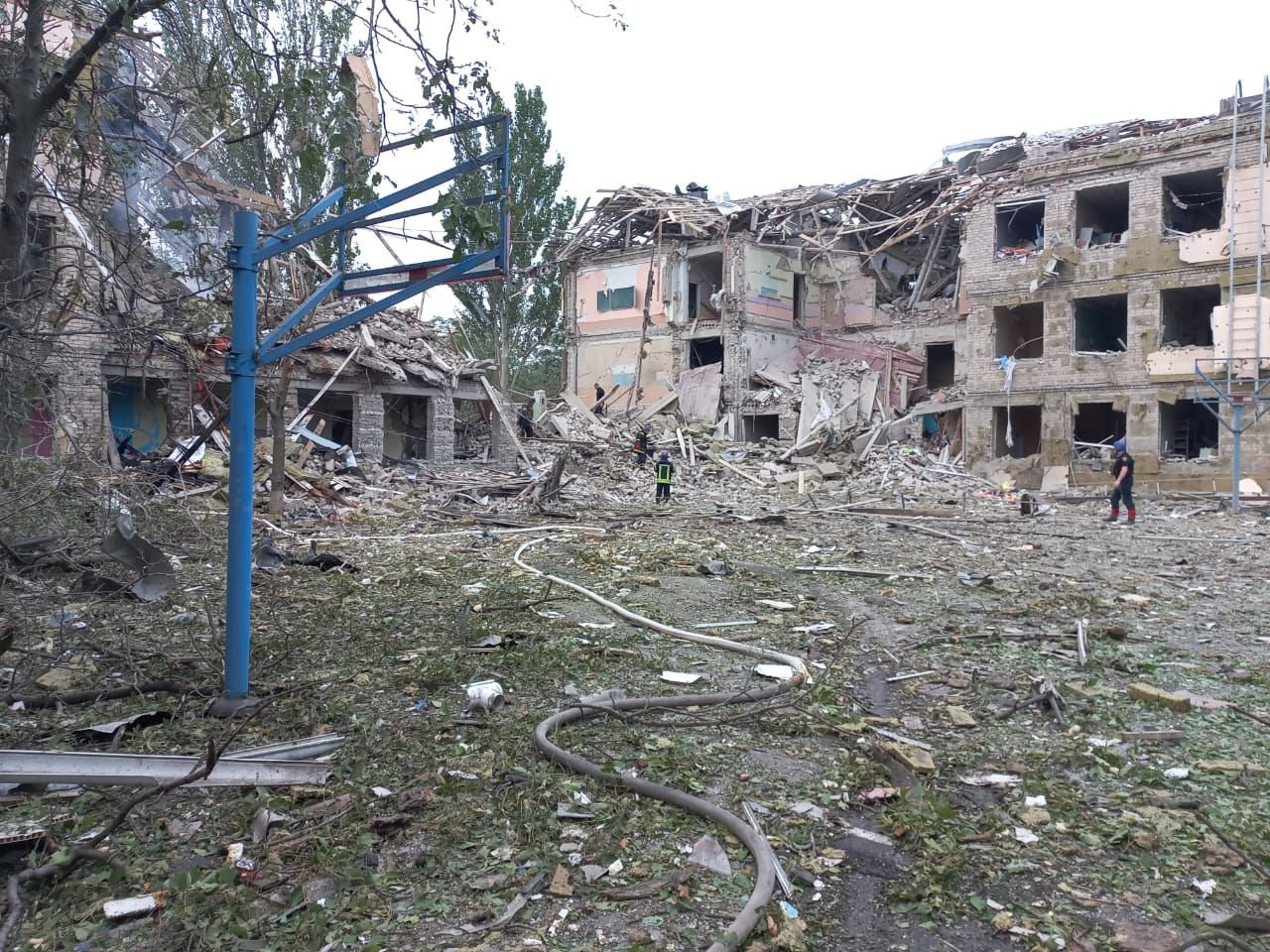
Bombardeo ruso a una escuela en Kramatorsk, 21 de julio de 2022.

Después de que el ejército ruso capturara la ciudad de Lisichansk, a 75 kilómetros de Sláviansk, el 3 de julio, las fuerzas invasoras aumentaron la presión para abrirse paso hacia Sláviansk y desde el este, lo que obligó al alcalde de Sláviansk, Vadim Liak, a pedir la evacuación de los residentes restantes el 6 de julio.
El 5 de julio, las fuerzas rusas comenzaron a bombardear Slóviansk con bombas de racimo, lo que provocó grandes pérdidas.
Según estimaciones británicas, las fuerzas rusas se acercaron a unos 16 kilómetros al norte de la ciudad, donde estimaron que si el frente de Krasnopil se abre paso, existe "una posibilidad real de que comience la batalla por Sláviansk, que puede ser la fase decisiva de la guerra en la "batalla por el Donbas".
El 7 de julio, las fuerzas rusas lanzaron un ataque fallido contra Krasnopillia, Bohorodichne y Dolina. Ese día, las fuerzas rusas intentaron eludir Barvinkove desde el este con la intención de cortar la carretera E40 Izium-Sláviansk.
El 11 de julio, las fuerzas ucranianas repelieron nuevos intentos de las fuerzas rusas de atacar el pueblo de Krasnopillia en un nuevo intento de abrirse paso hacia Sloviansk. Los ocupantes rusos bombardearon ferozmente los suburbios de Dibrovno, Mazanivka, Bogorodichno, Adamivka y Kurulka con artillería de chorro y de tubos, y los ataques aéreos de aviación, helicópteros y drones se llevaron a cabo exclusivamente en las aldeas de Krasnopillia y Bogorodichno. Después de varias horas de intentos del enemigo de mover sus posiciones hacia el sur, los soldados ucranianos lograron repeler el ataque del enemigo en dirección a Krasnopillia.
El 13 de julio, el sitio web ucraniano Ukrinform informó que el ejército ucraniano rechazó un nuevo ataque enemigo en dirección a Sláviansk desde el norte a través de las aldeas de Krasnopillia, Dovhenke y Dolina. Durante todo el día, el enemigo llevó a cabo un feroz bombardeo de artillería de todos los asentamientos cercanos al norte de Sláviansk para llevar a cabo operaciones ofensivas con el fin de mejorar la posición táctica para cortar la carretera Izium-Sláviansk. Sin embargo, los defensores ucranianos repelieron con éxito el ataque enemigo a Krasnopillia desde la dirección de Izium y Dovhenke.
El 17 de julio, el ejército ucraniano repelió otro intento de los rusos de avanzar en dirección a Sláviansk a través de asentamientos como Dibrovne, Mikilske, Podolivka, Mazanivka, Adamivka, Chepil, Krasnopillia y Kurulka. En dirección a Krasnopillia, el enemigo utilizó morteros, cañones y cohetes de artillería.
El 18 de julio, Rusia volvió a intentar mejorar la posición táctica de sus tropas en dirección a Izium - Barvinkovo. Las tropas rusas utilizaron artillería de diferentes calibres para atacar las áreas de Krasnopillia, pero también alrededor de Chepilje, Karnauhivka, Virnopillia, Bogorodichna, Dibrovna, Dolina y Adamivka. La aviación rusa llevó a cabo ataques aéreos en las proximidades de Krasnopillia, Prudjanka y Bogorodichna.